# Serie B 2000-2001 (pallamano maschile)
La Serie B 2000-2001 è stata la 29ª edizione del torneo di terzo livello del campionato italiano di pallamano maschile.

Esso venne organizzato dalla Federazione Italiana Giuoco Handball.

## Formula
- Fase regolare: venne disputata da 68 club divisi in otto gironi composti da un numero variabile di squadre.
- Promozioni: le prime squadre classificate di ciascun girone al termine della stagione furono promosse in serie A2 nella stagione successiva.
- Retrocessioni: le squadre classificate all'ultimo posto di ciascun girone al termine della stagione furono retrocesse in serie C nella stagione successiva.

## Girone A

### Squadre partecipanti
| Club                       | Città                | Palasport           | Sponsor   | Stagione 1999-2000                                  |
| -------------------------- | -------------------- | ------------------- | --------- | --------------------------------------------------- |
| Eppan                      | Appiano (BZ)         | Palestra Raiffeisen | Miele     | 8ª in Serie B - Girone A                            |
| Klausen                    | Chiusa (BZ)          | Palasport di Chiusa | Volksbank | 14ª in Serie A2 - Girone A                          |
| Cassano Magnago            | Cassano Magnago (VA) | Pala Tacca          |           | 3ª in Serie B - Girone A                            |
| Cellini Padova (Squadra B) | Padova               | PalaFabris          |           | 4ª in Serie B - Girone A                            |
| CUS Venezia                | Venezia              | Palestra Dorsoduro  |           | 5ª in Serie B - Girone A                            |
| CUS Verona                 | Verona               | Palasport di Verona |           | 1ª in Serie C - Girone Veneto e Trentino Alto Adige |
| HB Seregno                 | Seregno (MB)         | Pala Porada         |           | 1ª in Serie C - Poule Promozione Girone A           |
| Pol. Vigevano              | Vigevano (PV)        | Pala Basletta       |           | 1ª in Serie C - Girone Lombardia e Liguria          |
| Black Devils (Squadra B)   | Merano (BZ)          | Centro Carlo Wolf   |           | 7ª in Serie B - Girone A                            |

### Classifica
|  | Pos. | Squadra            | Pt | G  | V  | N | S  | GF  | GS  | D    | Note                            |
|  | ---- | ------------------ | -- | -- | -- | - | -- | --- | --- | ---- | ------------------------------- |
|  | 1.   | Cassano Magnago    | 43 | 16 | 14 | 1 | 1  | 413 | 311 | +102 | Promosso in Serie A2 2001-2002  |
|  | 2.   | Cellini Padova (B) | 35 | 16 | 11 | 2 | 3  | 374 | 350 | +24  |                                 |
|  | 3.   | CUS Venezia        | 32 | 16 | 10 | 2 | 4  | 409 | 364 | +45  |                                 |
|  | 4.   | HB Seregno         | 29 | 16 | 9  | 2 | 5  | 377 | 363 | +14  |                                 |
|  | 5.   | Black Devils       | 19 | 16 | 6  | 1 | 9  | 316 | 343 | -27  |                                 |
|  | 6.   | CUS Verona         | 16 | 16 | 5  | 1 | 10 | 388 | 420 | -32  |                                 |
|  | 7.   | Klausen            | 16 | 16 | 4  | 4 | 8  | 383 | 387 | -4   |                                 |
|  | 8.   | Eppan              | 12 | 16 | 4  | 0 | 12 | 354 | 388 | -34  | Retrocesso in Serie C 2001-2002 |
|  | 9.   | Pol. Vigevano      | 6  | 16 | 1  | 3 | 12 | 324 | 412 | -88  | Retrocesso in Serie C 2001-2002 |

## Girone B

### Squadre partecipanti
| Club                | Città                | Palasport               | Sponsor             | Stagione 1999-2000                                                |
| ------------------- | -------------------- | ----------------------- | ------------------- | ----------------------------------------------------------------- |
| CUS Udine           | Udine                | PalaCarnera             | Studentesca Udinese | 6ª in Serie B - Girone A                                          |
| Pressano            | Lavis (TN)           | Pala Lavis              |                     | 11ª in Serie B - Girone A (Ripescato)                             |
| Gridirion           | Conegliano (TV)      | Palasport di Conegliano | Italsave            | 10ª in Serie B - Girone A (Ripescato)                             |
| Mori                | Mori (TN)            | Palasport di Mori       |                     | 3ª in Serie C - Girone Veneto e Trentino Alto Adige (Ripescato)   |
| Musile              | Musile di Piave (VE) | Palasport di Musile     |                     | 3ª in Serie C - Girone Veneto e Friuli Venezia Giulia (Ripescato) |
| Paese               | Paese (TV)           | Palasport di Paese      |                     | 2ª in Serie C - Girone Veneto e Friuli Venezia Giulia (Ripescato) |
| Trieste (Squadra B) | Trieste              | Pala Chiarbola          | Coop Essepiù        | 1ª in Serie C - Girone Veneto e Friuli Venezia Giulia             |
| Brixen (Squadra B)  | Bressanone (BZ)      | Palasport di Bressanone | Volksbank           | 1ª in Serie C - Girone Veneto e Trentino Alto Adige (Ripescato)   |

### Classifica
|  | Pos. | Squadra    | Pt | G  | V  | N | S | GF  | GS  | D   | Note                            |
|  | ---- | ---------- | -- | -- | -- | - | - | --- | --- | --- | ------------------------------- |
|  | 1.   | Brixen (B) | 33 | 14 | 11 | 0 | 3 | 357 | 269 | +82 |                                 |
|  | 2.   | Gridirion  | 33 | 14 | 10 | 3 | 1 | 334 | 306 | +28 |                                 |
|  | 3.   | Mori       | 19 | 14 | 6  | 1 | 7 | 289 | 309 | -20 |                                 |
|  | 4.   | CUS Udine  | 19 | 14 | 6  | 1 | 7 | 284 | 302 | -18 |                                 |
|  | 5.   | Paese      | 16 | 14 | 5  | 1 | 8 | 298 | 305 | -7  |                                 |
|  | 6.   | Pressano   | 16 | 14 | 5  | 1 | 8 | 279 | 300 | -21 |                                 |
|  | 7.   | Trieste    | 15 | 14 | 5  | 0 | 9 | 302 | 311 | -9  |                                 |
|  | 8.   | Musile     | 13 | 14 | 4  | 1 | 9 | 282 | 323 | -41 | Retrocesso in Serie C 2001-2002 |

## Girone C

### Squadre partecipanti
| Club                 | Città            | Palasport                | Sponsor | Stagione 1999-2000                        |
| -------------------- | ---------------- | ------------------------ | ------- | ----------------------------------------- |
| Carpi                | Carpi (MO)       | Palestra Viale Peruzzi   |         | 13ª in Serie A2 - Girone A                |
| Bologna 1969         | Bologna          | PalaSavena               |         | 1ª in Serie C - Poule Promozione Girone B |
| Imola                | Imola (BO)       | Pala Ruggi               |         | 12ª in Serie A2 - Girone A                |
| Estense Ferrara      | Ferrara          | Palaboschetto            |         | 1ª in Serie C - Girone Emilia-Romagna     |
| Pallamano Formigine  | Formigine (MO)   | Palasport di Formigine   |         | 7ª in Serie B - Girone B                  |
| Rapid Nonantola      | Nonantola (MO)   | Palestra Dante Alighieri |         | 2ª in Serie B - Girone B                  |
| Pallamano Rimini '72 | Rimini           | Palasport Flaminio       |         | 3ª in Serie B - Girone B                  |
| Casalgrande          | Casalgrande (RE) | Pala Keope               |         | 5ª in Serie B - Girone B                  |

### Classifica
|  | Pos. | Squadra              | Pt | G  | V  | N | S | GF  | GS  | D   | Note                            |
|  | ---- | -------------------- | -- | -- | -- | - | - | --- | --- | --- | ------------------------------- |
|  | 1.   | Pallamano Formigine  | 34 | 14 | 11 | 1 | 2 | 330 | 280 | +50 | Promosso in Serie A2 2001-2002  |
|  | 2.   | Rapid Nonantola      | 28 | 14 | 9  | 1 | 4 | 328 | 272 | +56 |                                 |
|  | 3.   | Casalgrande          | 24 | 14 | 7  | 3 | 4 | 341 | 307 | +34 |                                 |
|  | 4.   | Pallamano Rimini '72 | 17 | 14 | 5  | 2 | 7 | 335 | 359 | -24 |                                 |
|  | 5.   | Estense Ferrara      | 16 | 14 | 5  | 1 | 8 | 355 | 375 | -20 |                                 |
|  | 6.   | Bologna 1969 (B)     | 16 | 14 | 5  | 1 | 8 | 302 | 327 | -25 |                                 |
|  | 7.   | Imola                | 14 | 14 | 4  | 2 | 8 | 262 | 293 | -31 |                                 |
|  | 8.   | Carpi                | 13 | 14 | 4  | 1 | 9 | 277 | 317 | -40 | Retrocesso in Serie C 2001-2002 |

## Girone D

### Squadre partecipanti
| Club                    | Città              | Palasport              | Sponsor | Stagione 1999-2000                     |
| ----------------------- | ------------------ | ---------------------- | ------- | -------------------------------------- |
| ASC Marlyn              | Roma               | Pala Ramise            |         | 8ª in Serie B - Girone C               |
| Fondi                   | Fondi (LT)         | Palasport di Fondi     | Semat   | 12ª in Serie A2 - Girone B             |
| Handball Club Scandicci | Scandicci (FI)     | Palasport di Scandicci |         | 1ª in Serie C - Girone Toscana         |
| Olimpic Massa Marittima | Massa              | Palasport di Massa     |         | 4ª in Serie B - Girone B               |
| Ciampino 95             | Ciampino (RM)      | Pala Tarquini          |         | 6ª in Serie B - Girone C               |
| Prato (Squadra B)       | Prato              | Pala Consiag           | Al.Pi.  | 6ª in Serie B - Girone B               |
| San Benedetto           | San Benedetto (AP) | Pala Speca             |         | 8ª in Serie B - Girone B               |
| Cingoli                 | Cingoli (MC)       | Palasport di Cingoli   |         | 1ª in Serie C - Girone Marche e Umbria |

### Classifica
|  | Pos. | Squadra                 | Pt | G  | V  | N | S  | GF  | GS  | D   | Note                                         |
|  | ---- | ----------------------- | -- | -- | -- | - | -- | --- | --- | --- | -------------------------------------------- |
|  | 1.   | Prato (B)               | 30 | 12 | 10 | 0 | 2  | 309 | 246 | +63 | Promosso in Serie A2 2001-2002               |
|  | 2.   | Fondi                   | 27 | 12 | 9  | 0 | 3  | 301 | 250 | +51 |                                              |
|  | 3.   | San Benedetto           | 21 | 12 | 7  | 0 | 5  | 307 | 268 | +39 |                                              |
|  | 4.   | Olimpic Massa Marittima | 19 | 12 | 6  | 1 | 5  | 304 | 313 | -9  |                                              |
|  | 5.   | ASC Marlyn              | 15 | 12 | 5  | 0 | 7  | 268 | 301 | -33 |                                              |
|  | 6.   | Cingoli                 | 8  | 12 | 2  | 2 | 8  | 305 | 349 | -44 |                                              |
|  | 7.   | Handball Club Scandicci | 4  | 12 | 1  | 1 | 10 | 217 | 284 | -67 |                                              |
|  | 8.   | Ciampino 95             | 0  | 0  | 0  | 0 | 0  | 0   | 0   | 0   | Retrocesso in Serie C 2001-2002 - (Ritirato) |

## Girone E

### Squadre partecipanti
| Club                   | Città                         | Palasport                      | Sponsor   | Stagione 1999-2000                                  |
| ---------------------- | ----------------------------- | ------------------------------ | --------- | --------------------------------------------------- |
| Amatori Ischia         | Ischia (NA)                   | Palasport di Ischia            |           | 7ª in Serie C - Girone Campania (Ripescato)         |
| Atletica San Giorgio   | San Giorgio a Cremano (NA)    | Palasport di San Giorgio       |           | 9ª in Serie B - Girone C (Ripescato)                |
| HC Benevento           | Benevento                     | Pala Sannio                    |           | 4ª in Serie B - Girone C                            |
| Benevento 99           | Benevento                     | Pala Sannio                    |           | 1ª in Serie C - Poule Promozione D                  |
| Olimpia La Salle       | Torre del Greco (NA)          | Palalasport di Torre del Greco |           | 4ª in Serie C - Girone Campania (Ripescato)         |
| Scafati                | Scafati (SA)                  | Pala Campioni d'Italia 83/84   |           | 10ª in Serie B - Girone C (Ripescato)               |
| ACLI Napoli            | Napoli                        | Pala Argento                   |           | 5ª in Serie B - Girone C                            |
| Pallamano Baiano       | Baiano (AV)                   | Palasport di Baiano            |           | 9ª in Serie C - Girone Campania (Ripescato)         |
| Campobasso             | Campobasso                    | Palasport di Campobasso        |           | 2ª in Serie C - Girone Abruzzo e Molise (Ripescato) |
| Pallamano Caserta      | Caserta                       | Palasport di Caserta           |           | 4ª in Serie C - Girone Campania (Ripescato)         |
| Capua                  | Capua (CE)                    | Palasport di Capua             |           | 3ª in Serie C - Poule Promozione B (Ripescato)      |
| Volturno Sporting Club | Santa Maria Capua Vetere (CE) | Palasport di S.M. Capua Vetere | Vitulazio | 8ª in Serie C - Girone Campania (Ripescato)         |

### Classifica
|  | Pos. | Squadra                | Pt | G  | V  | N | S  | GF  | GS  | D    | Note                                         |
|  | ---- | ---------------------- | -- | -- | -- | - | -- | --- | --- | ---- | -------------------------------------------- |
|  | 1.   | Benevento 99           | 48 | 16 | 16 | 0 | 0  | 533 | 303 | +230 |                                              |
|  | 2.   | HC Benevento           | 38 | 16 | 12 | 2 | 2  | 447 | 324 | +123 |                                              |
|  | 3.   | ACLI Napoli            | 32 | 16 | 10 | 2 | 4  | 426 | 398 | +28  |                                              |
|  | 4.   | Atletica San Giorgio   | 23 | 16 | 7  | 2 | 7  | 403 | 396 | +7   |                                              |
|  | 5.   | Scafati                | 19 | 16 | 6  | 1 | 9  | 388 | 416 | -28  |                                              |
|  | 6.   | Capua                  | 18 | 16 | 6  | 0 | 10 | 309 | 369 | -60  |                                              |
|  | 7.   | Pallamano Caserta      | 16 | 16 | 5  | 1 | 10 | 346 | 420 | -74  |                                              |
|  | 8.   | Volturno Sporting Club | 9  | 16 | 3  | 0 | 13 | 280 | 395 | -115 |                                              |
|  | 9.   | Olimpia La Salle       | 9  | 16 | 3  | 0 | 13 | 337 | 448 | -111 |                                              |
|  | 10.  | Amatori Ischia         | 0  | 0  | 0  | 0 | 0  | 0   | 0   | 0    | Retrocesso in Serie C 2001-2002 - (Escluso)  |
|  | 11.  | Campobasso             | 0  | 0  | 0  | 0 | 0  | 0   | 0   | 0    | Retrocesso in Serie C 2001-2002 - (Escluso)  |
|  | 12.  | Pallamano Baiano       | 0  | 0  | 0  | 0 | 0  | 0   | 0   | 0    | Retrocesso in Serie C 2001-2002 - (Ritirato) |

## Girone F

### Squadre partecipanti
| Club                      | Città                    | Palasport                    | Sponsor | Stagione 1999-2000                                     |
| ------------------------- | ------------------------ | ---------------------------- | ------- | ------------------------------------------------------ |
| Amatori Terranova         | Terranova da Sibari (CS) | Palasport di Terranova       |         | 3ª in Serie C - Poule Promozione Girone D (Ripescato)  |
| Antares Sannicola         | Sannicola (LE)           | Palasport di Sannicola       |         | 1ª in Serie C - Girone Puglia e Basilicata (Ripescato) |
| Pallamano Lamezia Terme   | Lamezia Terme (CZ)       | Palasport di Cosenza         |         | 4ª in Serie C - Girone Calabria (Ripescato)            |
| HM Cosenza                | Cosenza                  | Palasport Alfio Sparti       |         | 5ª in Serie C - Girone Calabria (Ripescato)            |
| Noci HT                   | Noci (BA)                | Pala Intini                  |         | 2ª in Serie C - Girone Puglia e Basilicata (Ripescato) |
| Altamura                  | Altamura (BA)            | Palasport di Altamura        |         | 1ª in Serie C - Poule Promozione Girone C              |
| Calabria                  | Crotone                  | PalaKrò                      |         | 6ª in Serie B - Girone C                               |
| Pallamano Reggio Calabria | Reggio Calabria          | Palasport di Reggio Calabria |         | 2ª in Serie C - Girone Calabria (Ripescato)            |
| Putignano                 | Putignano (BA)           | Palasport di Putignano       |         | 2ª in Serie C - Poule Promozione Girone C              |

### Classifica
|  | Pos. | Squadra                   | Pt | G  | V  | N | S  | GF  | GS  | D    | Note                                         |
|  | ---- | ------------------------- | -- | -- | -- | - | -- | --- | --- | ---- | -------------------------------------------- |
|  | 1.   | Noci HT                   | 40 | 16 | 13 | 1 | 2  | 494 | 323 | +171 |                                              |
|  | 2.   | Calabria                  | 39 | 16 | 13 | 0 | 3  | 399 | 294 | +105 |                                              |
|  | 3.   | Putignano                 | 35 | 16 | 11 | 2 | 3  | 419 | 305 | +114 |                                              |
|  | 4.   | Amatori Terranova         | 31 | 16 | 10 | 1 | 5  | 422 | 353 | +69  |                                              |
|  | 5.   | Altamura                  | 23 | 16 | 7  | 2 | 7  | 363 | 328 | +35  |                                              |
|  | 6.   | Antares Sannicola         | 21 | 16 | 7  | 0 | 9  | 323 | 316 | +7   |                                              |
|  | 7.   | HM Cosenza                | 17 | 16 | 5  | 2 | 9  | 346 | 411 | -65  |                                              |
|  | 8.   | Pallamano Reggio Calabria | 4  | 16 | 1  | 1 | 14 | 289 | 416 | -127 | Retrocesso in Serie C 2001-2002              |
|  | 9.   | Pallamano Lamezia Terme   | 1  | 16 | 0  | 1 | 15 | 308 | 617 | -309 | Retrocesso in Serie C 2001-2002 - (Ritirato) |

## Girone G

### Squadre partecipanti
| Club                  | Città        | Palasport                | Sponsor | Stagione 1999-2000               |
| --------------------- | ------------ | ------------------------ | ------- | -------------------------------- |
| Ragusa                | Ragusa       | PalaPadua                |         | 1ª in Serie C - Girone B Sicilia |
| CUS Catania           | Catania      | Cittadella Universitaria |         | 5ª in Serie B - Girone D         |
| Paceco                | Paceco (TP)  | Palasport di Paceco      |         | 1ª in Serie C - Girone A Sicilia |
| Il Giovinetto Marsala | Marsala (TP) | Pala Bellina             |         | 3ª in Serie B - Girone D         |
| Messina               | Messina      | Palestra Montepiselli    |         | 1ª in Serie C - Girone C Sicilia |
| Palermo               | Palermo      | PalaUditore              |         | 13ª in Serie A2 - Girone B       |
| Paradiso Messina      | Messina      | Palestra Montepiselli    |         | 8ª in Serie B - Girone D         |
| PGS Ranchibile        | Palermo      | PalaUditore              |         | 6ª in Serie B - Girone D         |

### Classifica
|  | Pos. | Squadra               | Pt | G  | V  | N | S  | GF  | GS  | D    | Note                            |
|  | ---- | --------------------- | -- | -- | -- | - | -- | --- | --- | ---- | ------------------------------- |
|  | 1.   | Ragusa                | 33 | 14 | 10 | 3 | 1  | 380 | 267 | +113 | Promosso in Serie A2 2001-2002  |
|  | 2.   | PGS Ranchibile        | 32 | 14 | 10 | 2 | 2  | 400 | 307 | +93  |                                 |
|  | 3.   | Messina               | 29 | 14 | 9  | 2 | 3  | 434 | 307 | +127 |                                 |
|  | 4.   | Il Giovinetto Marsala | 23 | 14 | 7  | 2 | 5  | 383 | 325 | +58  |                                 |
|  | 5.   | CUS Catania           | 22 | 14 | 7  | 1 | 6  | 374 | 320 | +54  |                                 |
|  | 6.   | Palermo               | 9  | 14 | 3  | 0 | 11 | 343 | 481 | -138 |                                 |
|  | 7.   | Paceco                | 3  | 14 | 1  | 0 | 13 | 260 | 462 | -202 |                                 |
|  | 8.   | Paradiso Messina      | 3  | 14 | 1  | 0 | 13 | 291 | 396 | -105 | Retrocesso in Serie C 2001-2002 |

## Girone H

### Squadre partecipanti
| Club                      | Città               | Palasport                   | Sponsor | Stagione 1999-2000                        |
| ------------------------- | ------------------- | --------------------------- | ------- | ----------------------------------------- |
| Handball Sant'Antioco 90  | Sant'Antioco (CI)   | PalaCabras                  |         |                                           |
| Nuova Handball Villacidro | Villacidro (VS)     | Palasport di Villacidro     |         | 2ª in Serie C - Sardegna (Ripescato)      |
| Nuova PGS Olimpia Sassari | Sassari             | Pala Santoru                |         | 2ª in Serie C - Poule Promozione Girone D |
| Karalis                   | Cagliari            | PalaRockefeller             |         | 3ª in Serie C - Sardegna (Ripescato)      |
| Pol. Olimpia              | Villamassargia (CI) | Palasport di Villamassargia |         |                                           |
| HB Sassari                | Sassari             | Pala Santoru                |         | 7ª in Serie B - Girone C                  |

### Classifica
|  | Pos. | Squadra                   | Pt | G | V | N | S | GF  | GS  | D   | Note       |
|  | ---- | ------------------------- | -- | - | - | - | - | --- | --- | --- | ---------- |
|  | 1.   | HB Sassari                | 24 | 8 | 8 | 0 | 0 | 237 | 157 | +80 |            |
|  | 2.   | Nuova PGS Olimpia Sassari | 12 | 8 | 4 | 0 | 4 | 219 | 190 | +29 |            |
|  | 3.   | Handball Sant'Antioco 90  | 6  | 8 | 2 | 0 | 6 | 155 | 217 | -62 |            |
|  | 4.   | Karalis                   | 0  | 0 | 0 | 0 | 0 | 0   | 0   | 0   | (Ritirato) |
|  | 5.   | Nuova Handball Villacidro | 0  | 0 | 0 | 0 | 0 | 0   | 0   | 0   | (Ritirato) |
|  | 6.   | Pol. Olimpia              | 0  | 0 | 0 | 0 | 0 | 0   | 0   | 0   | (Ritirato) |

## Play off promozione

### Squadre partecipanti
- Girone B:  Brixen (Squadra B)
- Girone E:  Benevento 99
- Girone F:  Noci HT
- Girone H:  HB Sassari

### Classifica
|  | Pos. | Squadra      | Pt | G | V | N | S | GF | GS | D   | Note                           |
|  | ---- | ------------ | -- | - | - | - | - | -- | -- | --- | ------------------------------ |
|  | 1.   | Benevento 99 | 9  | 3 | 3 | 0 | 0 | 98 | 71 | +27 | Promosso in Serie A2 2001-2002 |
|  | 2.   | Brixen (B)   | 6  | 3 | 2 | 0 | 1 | 76 | 71 | +5  |                                |
|  | 3.   | HB Sassari   | 3  | 3 | 1 | 0 | 2 | 81 | 86 | -5  |                                |
|  | 4.   | Noci HT      | 0  | 3 | 0 | 0 | 3 | 65 | 92 | -27 |                                |